# Astragalus arenarius
Astragalus arenarius es una hierba de la familia de las leguminosas. Ea originaria de Europa.

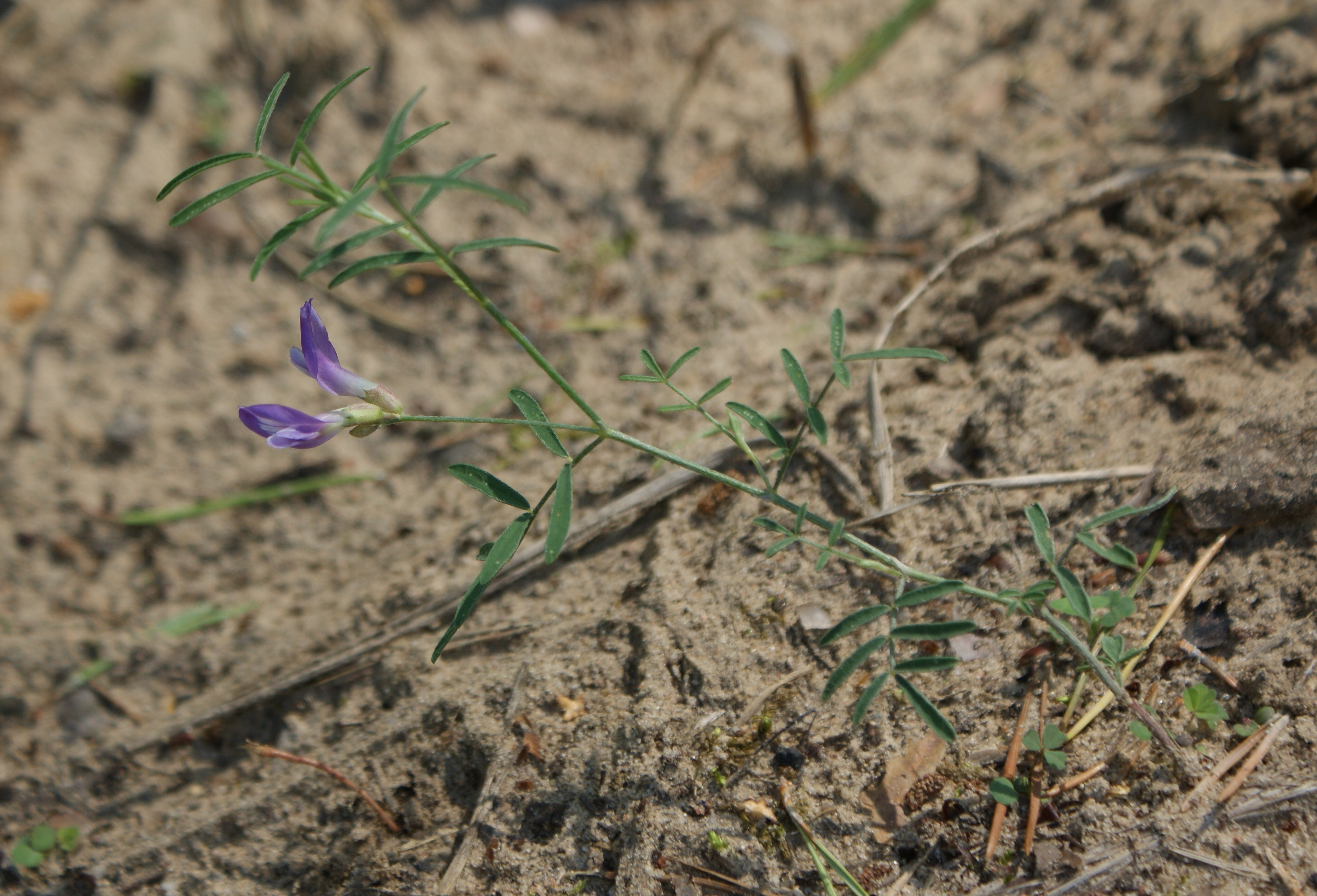
En su hábitat

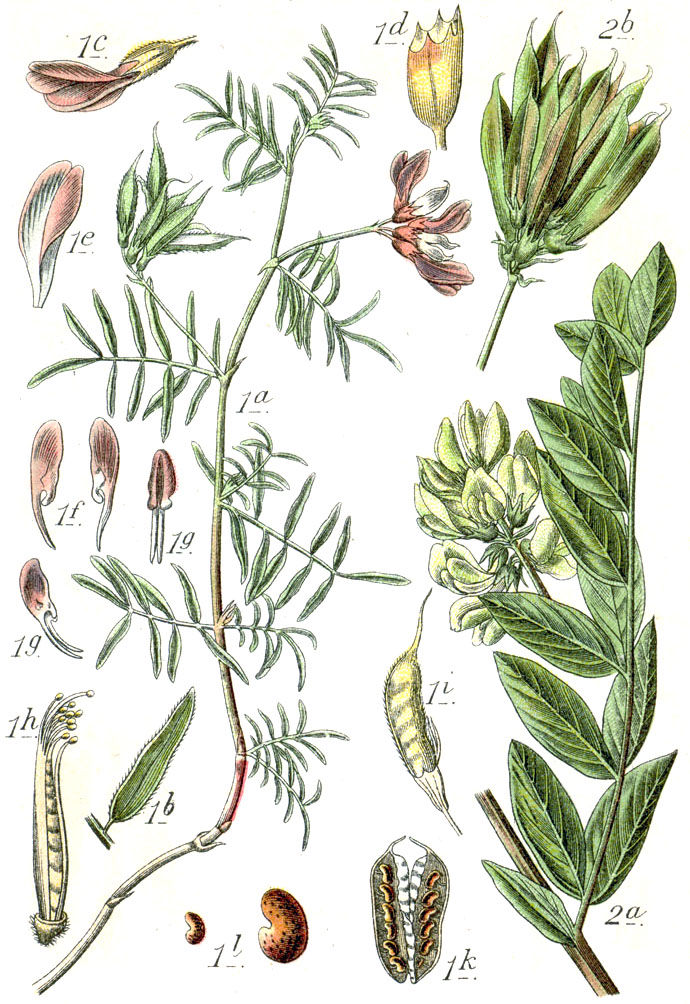
Ilustración

## Descripción
Planta delgada, extendida o ascendente, perenne, de hasta 30 cm. Hojas pinnadas con 2-9 pares de folíolos lanceolados a lineales, con pelos adpresos; estípulas fusionadas en su base. Flores moradas a lilas, raramente blancas o amarillentas, en inflorescencias oblongas laxas en tallos más cortos que las hojas de debajo. Pétalos de 1,3-1,7 cm, oblongos, generalmente con pelos adpresos. Florece en primavera y verano.

## Distribución y hábitat
En Europa en  Polonia, Rusia, Alemania, Suecia, República Checa e introducida en Finlandia. Vive en terrenos arensosos.

## Taxonomía
Astragalus arenarius fue descrita por Carlos Linneo y publicado en Species Plantarum 2: 759. 1753.
Etimología
Astragalus: nombre genérico derivado del griego clásico άστράγαλος y luego del Latín astrăgălus aplicado ya en la antigüedad, entre otras cosas, a algunas plantas de la familia Fabaceae, debido a la forma cúbica de sus semillas parecidas a un hueso del pie.
arenarius: epíteto latino  que significa "de las arenas".
Sinonimia
- Tragacantha arenaria (L.) Kuntze	[6]